# 索维奥莱圣母朝圣地

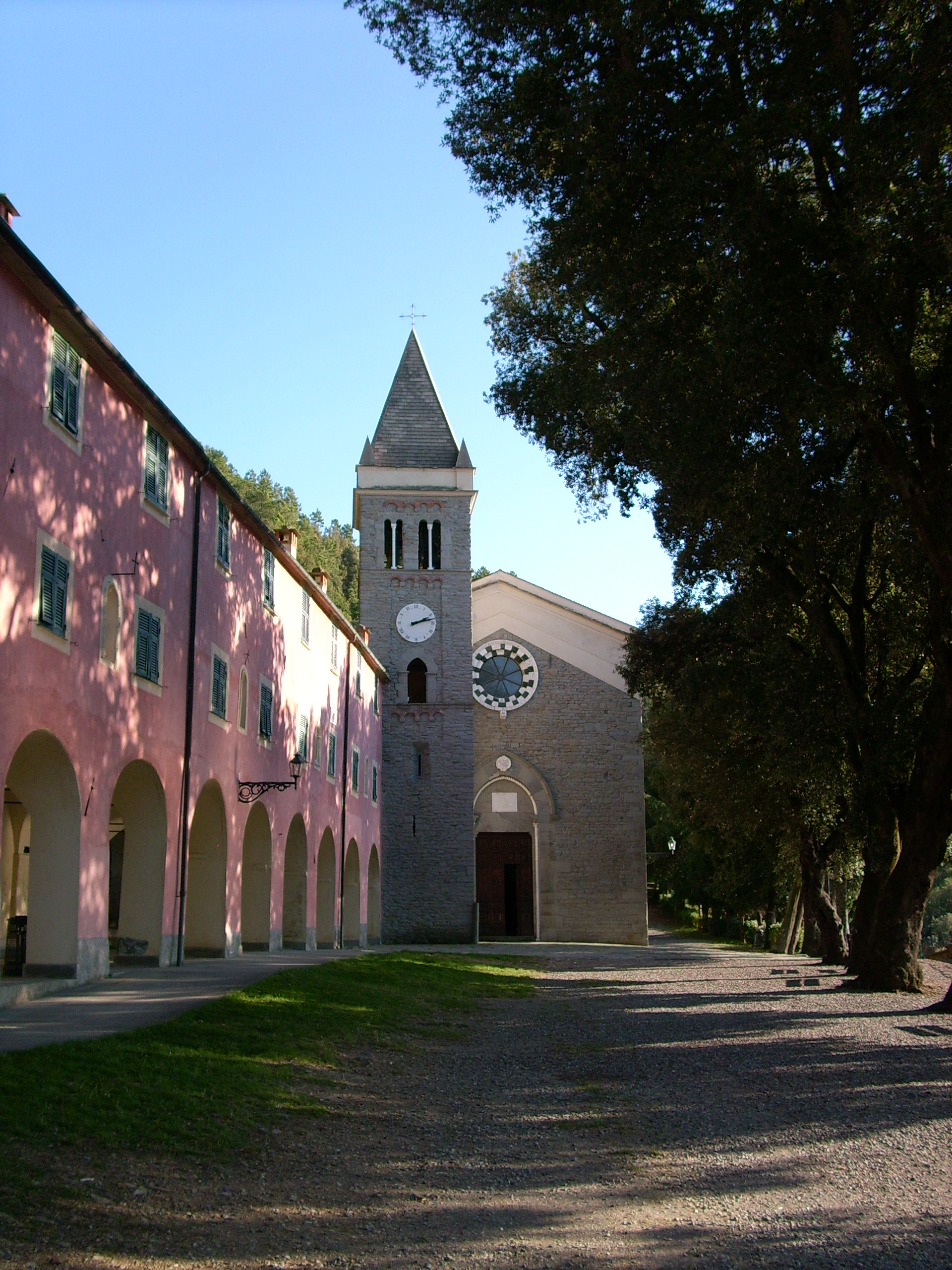

索维奥莱圣母朝圣地（Santuario di Nostra Signora di Soviore）是拉斯佩齐亚省蒙泰罗索阿尔马雷的一座罗马天主教教堂，位于五渔村国家公园内。
该堂属于天主教拉斯佩齐亚-萨尔扎纳-布鲁尼亚托教区，历史可追溯到12世纪。其主保为索维奥莱圣母。
该堂是“五渔村朝圣地”的一部分，包括里奥马焦雷的蒙特内罗圣母朝圣地，Volastra的安康圣母朝圣地，韦尔纳扎的恩宠圣母朝圣地和雷焦圣母朝圣地。

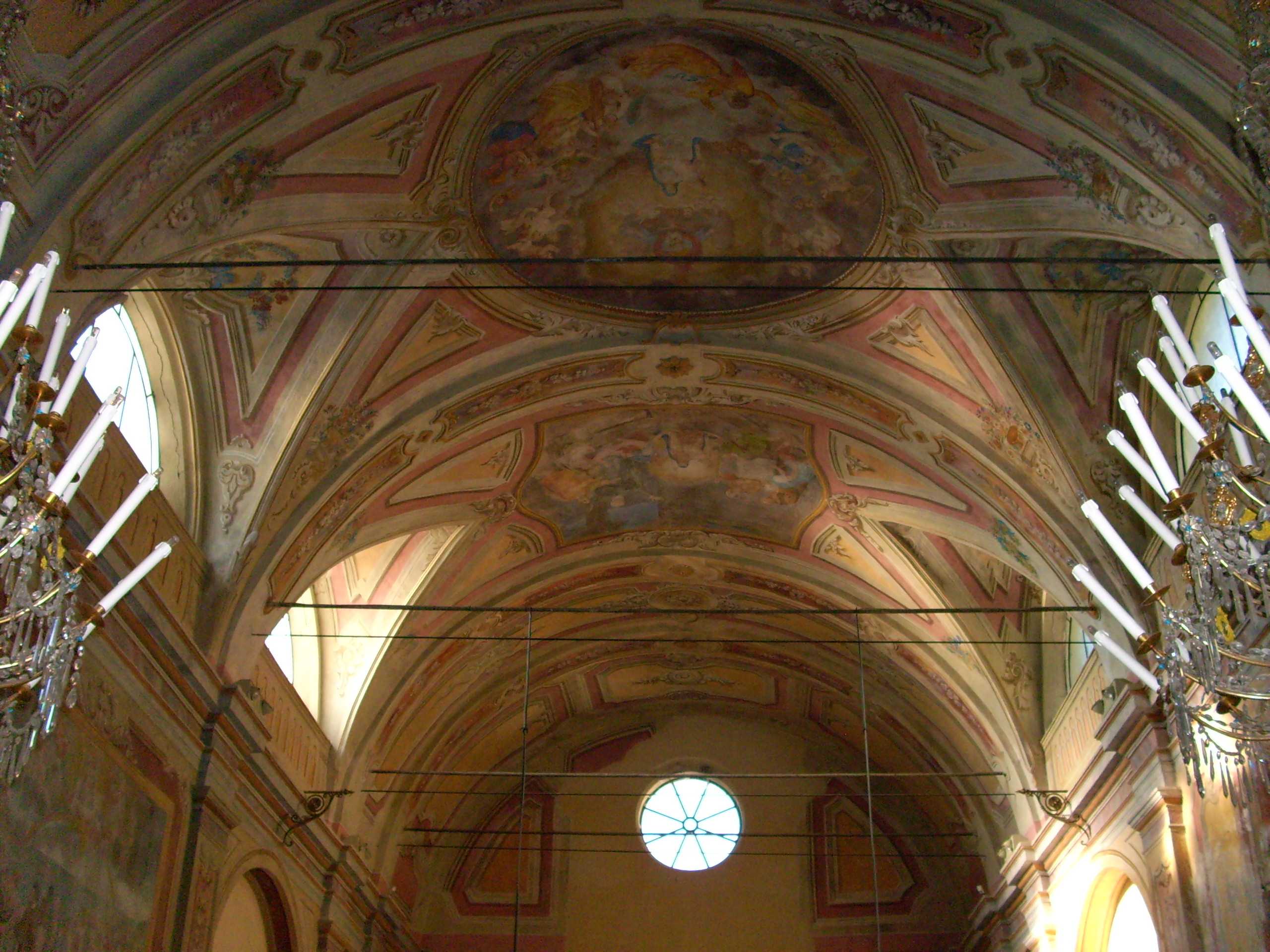
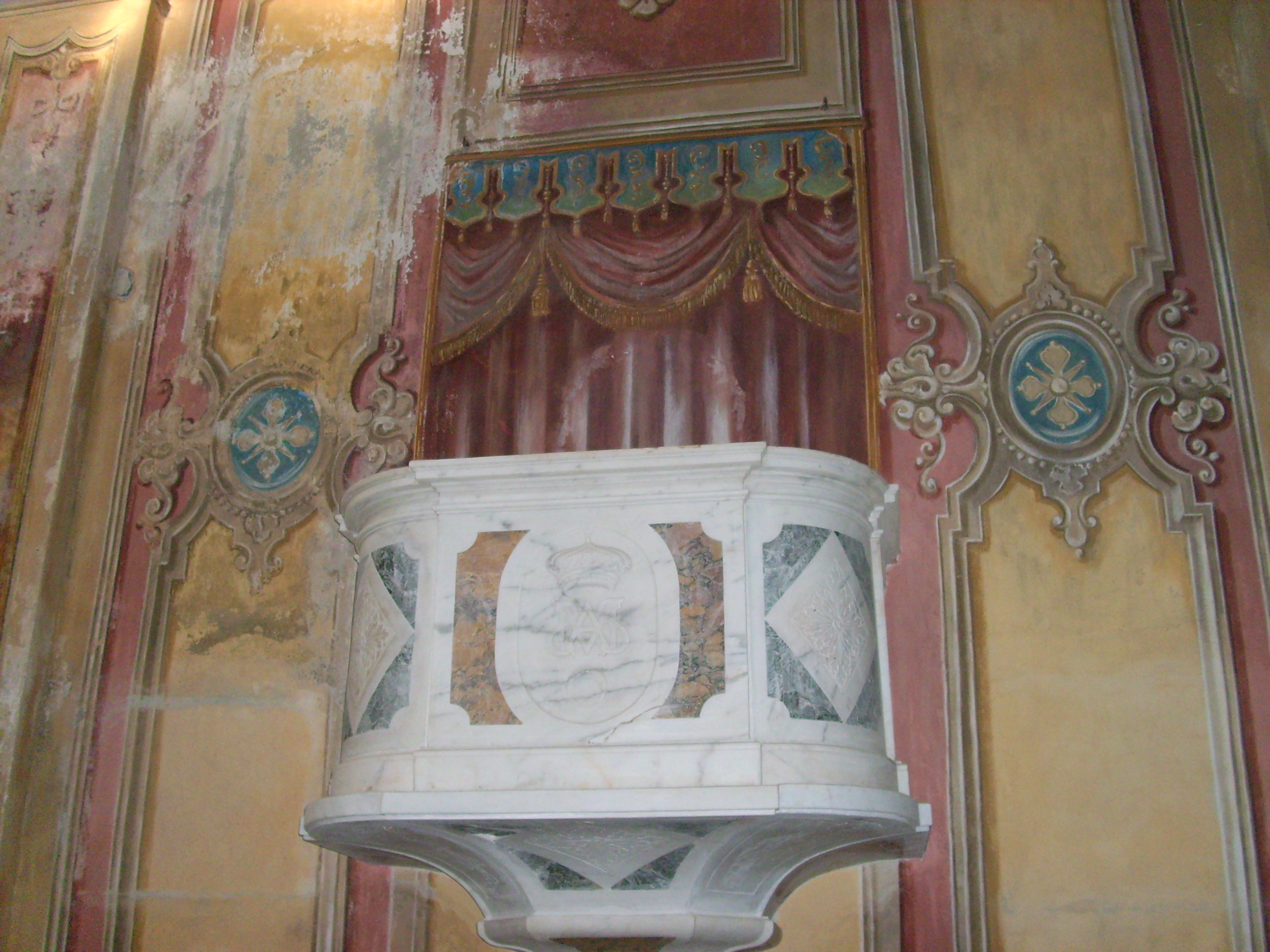
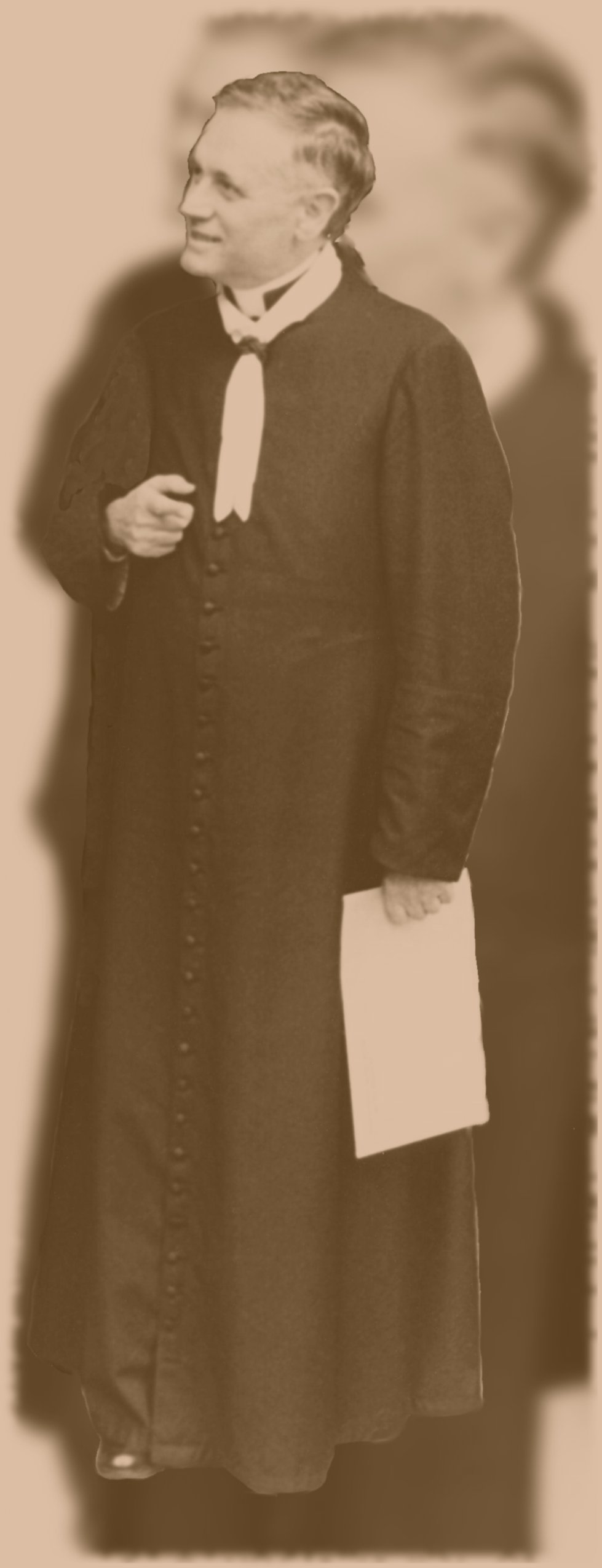
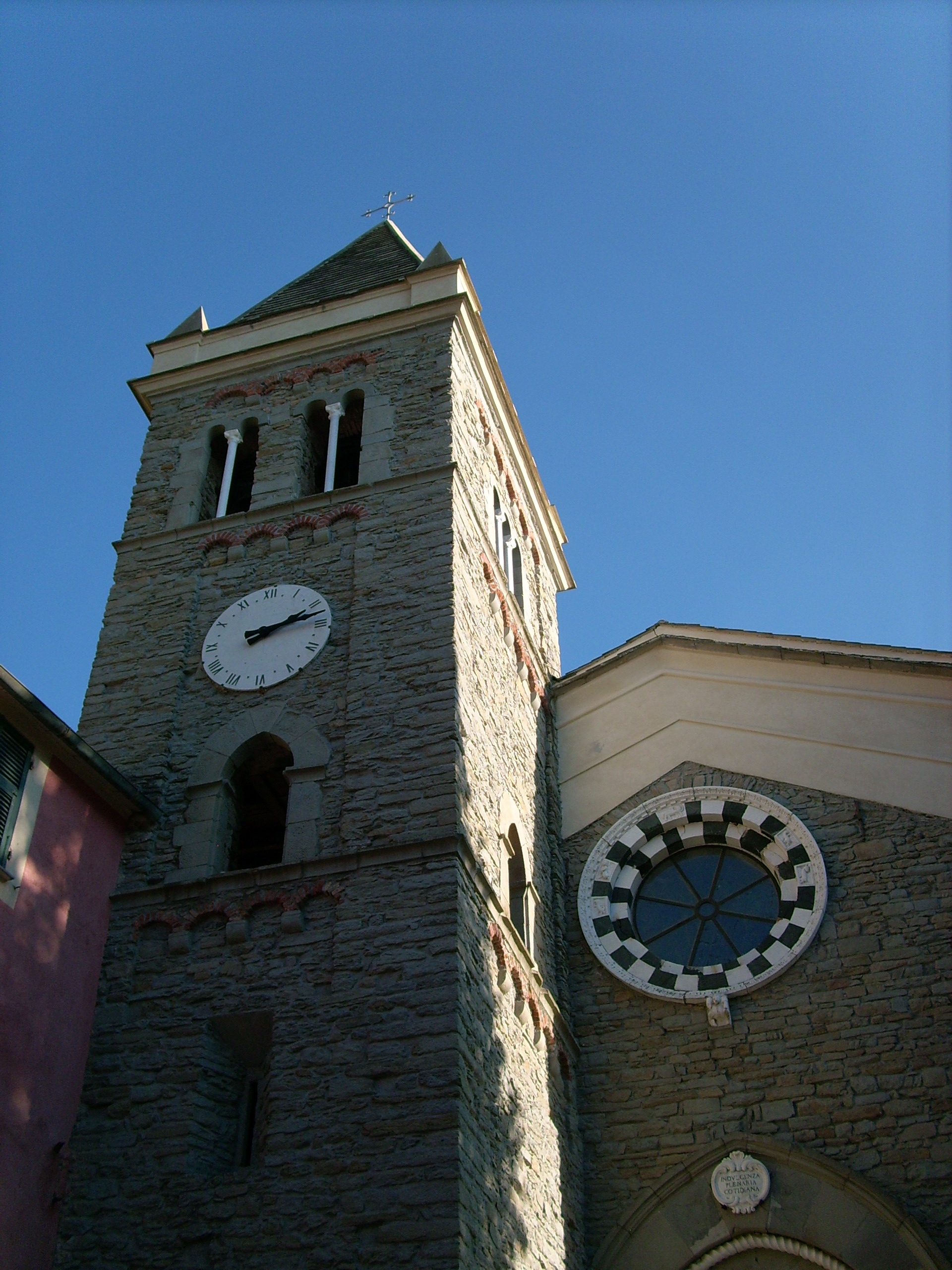
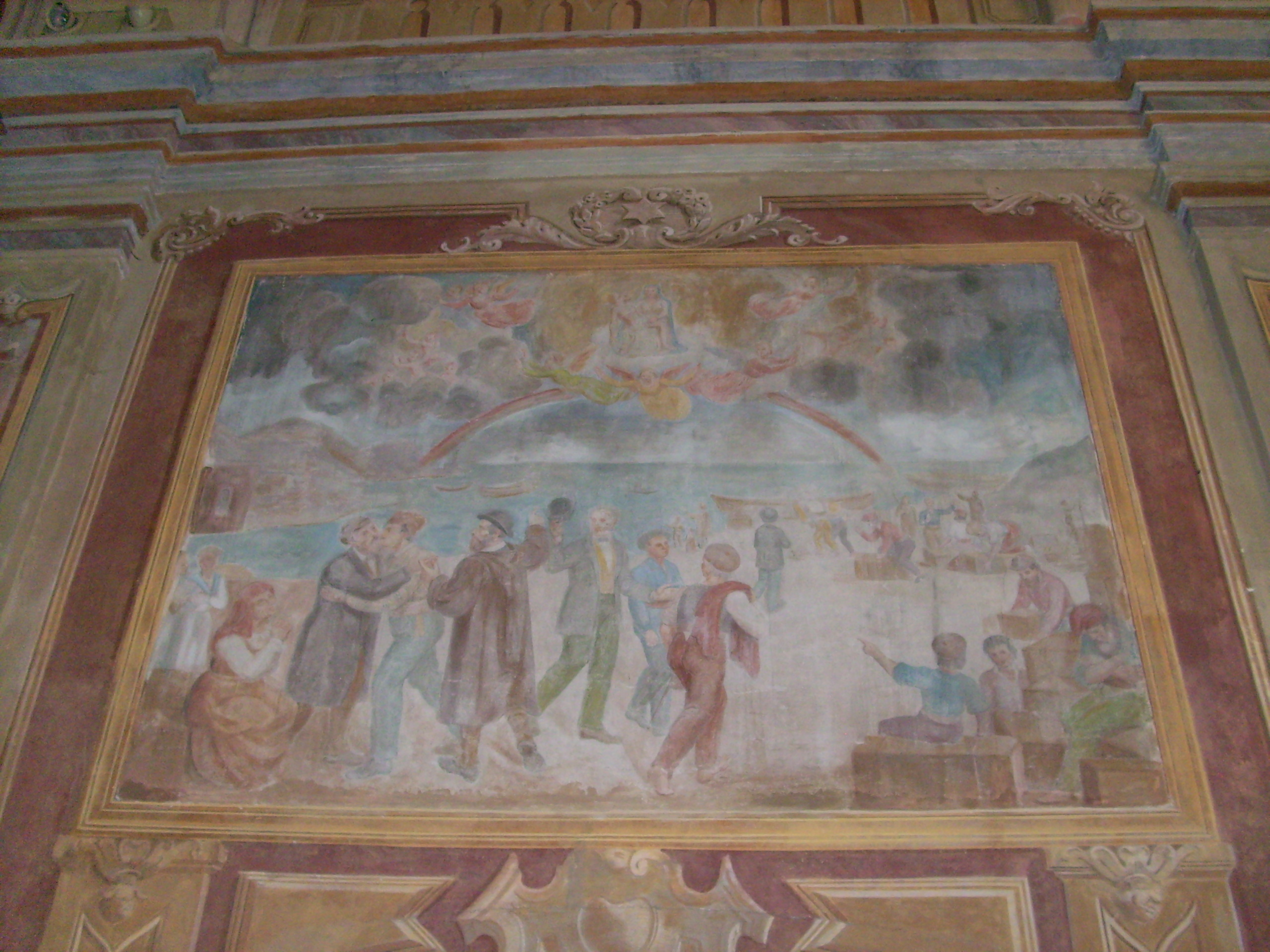
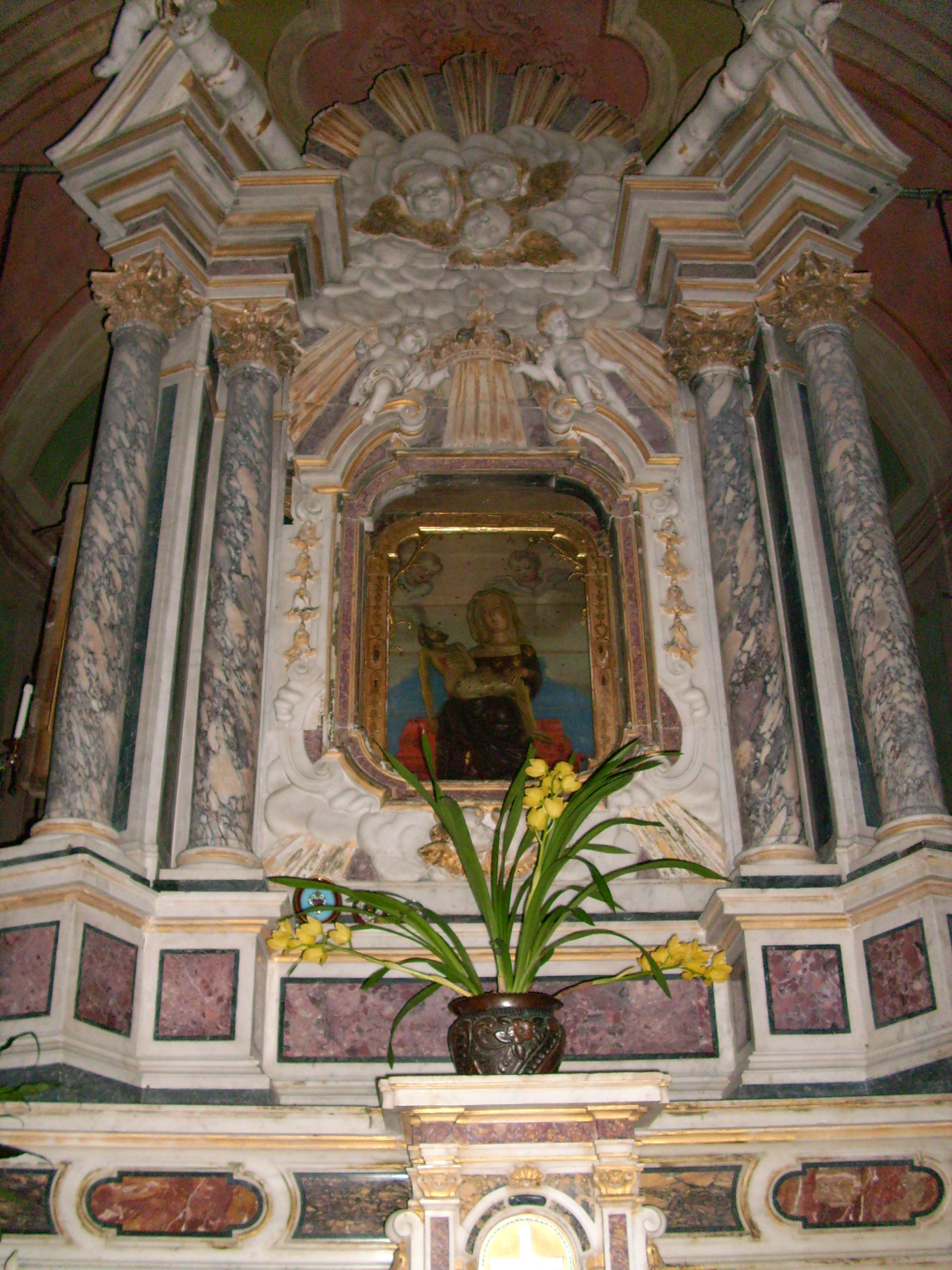
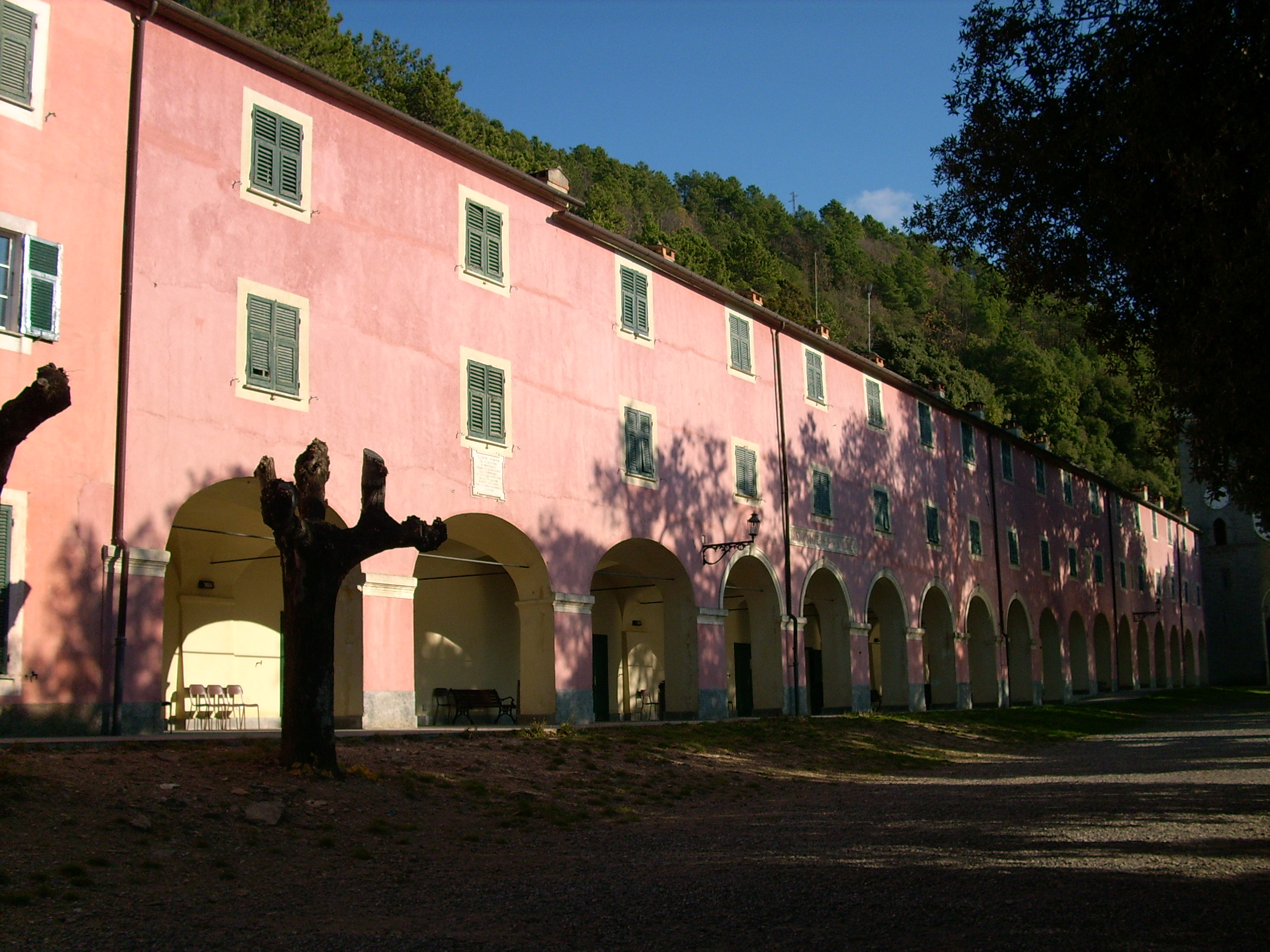